# Tour de França de 1908

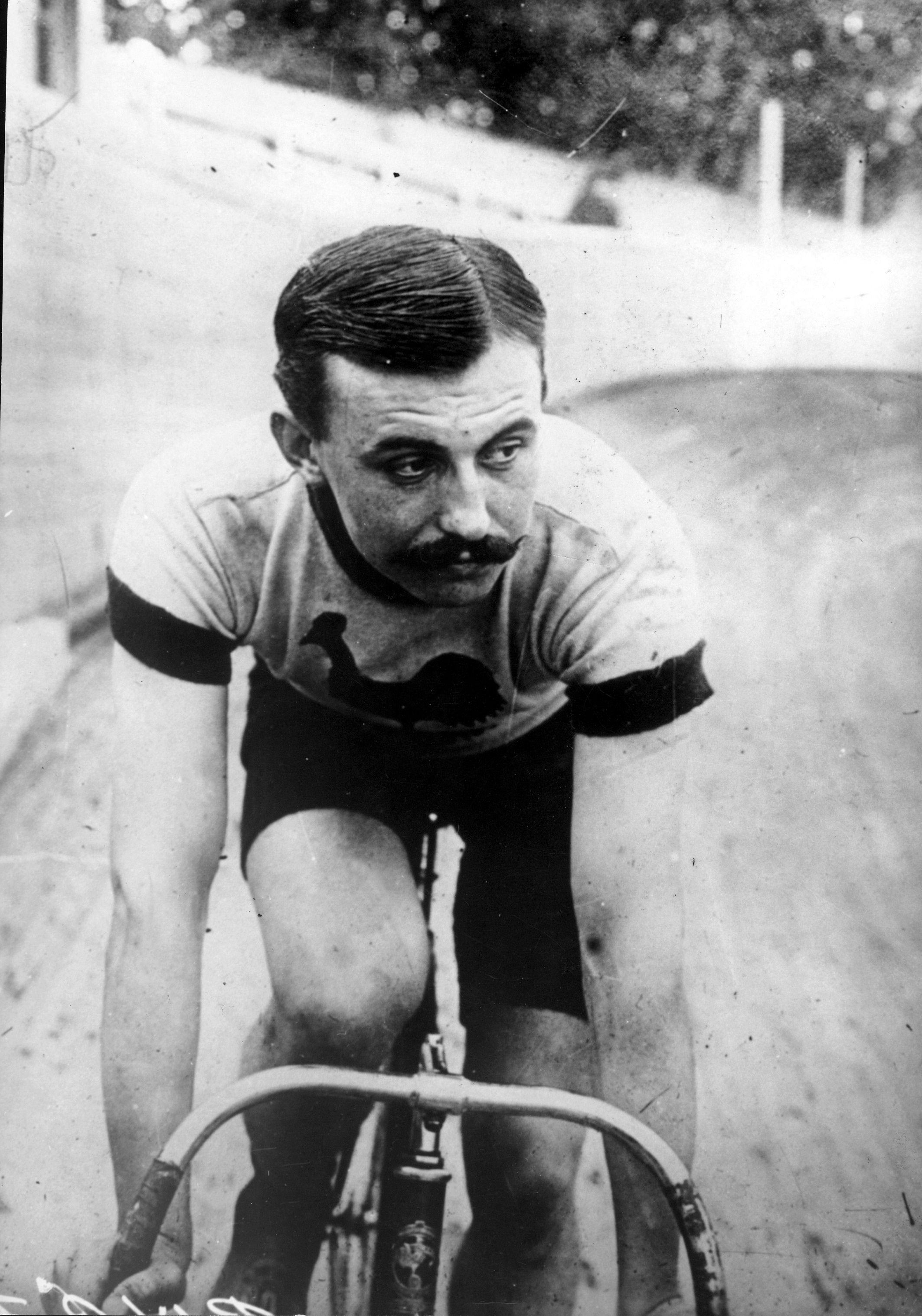
Lucien Petit-Breton, guanyador del Tour de França de 1908

El Tour de França de 1908 va ser la sisena edició del Tour de França i es va celebrar entre el 13 de juliol i el 9 d'agost de 1908 sobre un recorregut de 4.488 quilòmetres repartits entre 14 etapes, el mateix que l'any anterior. Després de la seva victòria l'any anterior, Lucien Petit-Breton fou considerat el principal favorit. Guanyà cinc de les catorze etapes i la general, a una velocitat mitjana de 28,47 km/h, demostrant que la victòria de l'any anterior no fou casualitat. Com en anys precedents la cursa va estar dominada per ciclistes francesos, però en aquesta ocasió dos italians i un luxemburguès se situaren entre els deu primers.

## Canvis respecte al Tour de França 1907
El Tour de França de 1908 va seguir gairebé el mateix recorregut que el Tour de França de 1907. Les normes també foren les mateixes, seguint emprant-se el sistema de classificació per punts. Abans de començar la cursa l'organització del Tour va declarar que havia pres totes les mesures necessàries per evitar incidents com els de 1905 i que els esvalotadors tenien el 90% de possibilitats de ser capturats i anar a parar a la presó. En aquesta edició es van emprar pneumàtics desmuntables per primera vegada, cosa que facilitava les reparacions de les punxades als ciclistes i que es trigués menys temps. Henri Desgrange volia mantenir el Tour de França com una cursa entre esportistes individuals i per aquest motiu tots els ciclistes havien de fer servir els quadres que els proporcionava l'organització.

## Participants
Abans de començar la cursa 162 ciclistes s'havien inscrit per córrer al Tour de França i havien rebut el dorsal de sortida. Amb tot, 48 ciclistes no van iniciar la cursa i la primera etapa va començar amb 114 ciclistes. Com que als ciclistes no se'ls permetia canviar de bicicletes, la separació en dues classes diferents que havia tingut lloc els anys anteriors havia desaparegut i tots els ciclistes corrien en la mateixa categoria.
El principal favorit a la victòria final era Lucien Petit-Breton, el guanyador de l'edició anterior. Petit-Breton va rebre el suport de l'equip Peugeot, equip que acollia als millors ciclistes i que en les cinc edicions anteriors del Tour de França havien guanyat fins a 20 etapes. A més, Petit-Breton era un reputat mecànic de bicicletes, cosa a tenir en compte, ja que segons les regles els ciclistes havien de reparar la bicicleta sense ajuda. La principal oposició s'esperava dels ciclistes de l'equip Alcyon, encapçalat per Georges Passerieu i Gustave Garrigou.
L'esportista francesa Marie Marvingt va intentar participar en el Tour de França de 1908, però se li va negar el permís perquè la carrera estava oberta només als homes. En acabar cada etapa Marvingt recorria el mateix recorregut oficial, aconseguint acabar-lo.

## Desenvolupament de la cursa

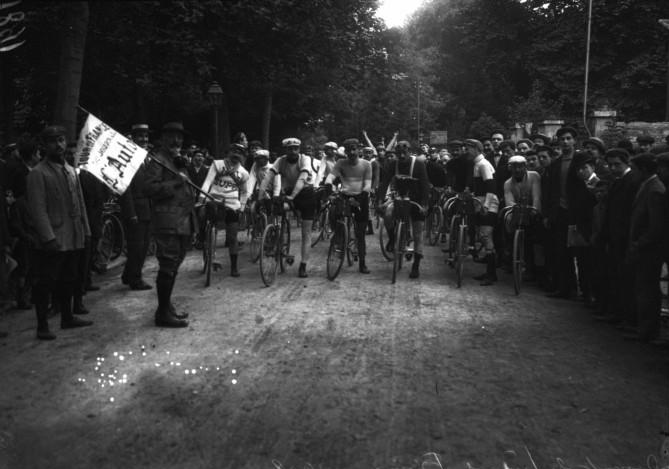
Sortida del Tour de França de 1908.

En la primera etapa el cotxe d'Henri Desgrange pateix una avaria, havent de finalitzar l'etapa a bord d'un carruatge de cavalls. L'equip Labor pren la sortida abillat amb uns mallots grocs, però el 1908 el mallot groc encara no s'emprava per distingir el líder de la cursa. En aquesta primera etapa, entre París i Roubaix el pavé provoca nombrosos accidents i punxades. La victòria fou per a Georges Passerieu, mentre Petit-Breton acabà en segona posició.
La segona etapa, entre Roubaix i Metz, passà per territori de l'Alsàcia-Lorena, aleshores pertanyent a Alemanya. Com en anys anteriors, es llançaren claus a la carretera. Aquesta etapa fou guanyada per Lucien Petit-Breton mentre Passerieu acabà en segona posició. En haver guanyat ambdós una etapa i haver finalitzat en segona posició en l'altra, Petit-Breton i Passerieu tenien els mateixos punts. Algunes fonts indiquen que ocupaven el liderat ex aequo en acabar l'etapa, mentre d'altres indiquen que Passerieu ocupava el lideratge en solitari.
En la tercera etapa, iniciada pel Comte Zeppelin, el cap de l'equip Labor envià un telegrama al mànager de l'equip després d'un altre accident d'un membre de l'equip, Jean Novo: "Després de la caiguda de Novo i els mediocres resultats dels altres corredors, he decidit abandonar la cursa." La resta del Tour fou dominada pels homes de l'equip Peugeot, que guanyaren totes les etapes. En aquesta etapa, Passerieu finalitzà en la 30a posició; mentre Petit-Breton ho feia en segona posició, per la qual cosa passà a liderar la cursa amb un ample marge de punts.
La quarta etapa, amb final a Lió, es va disputar sota una tempesta de neu. François Faber guanyà l'etapa, però en la segona etapa havia finalitzat en 49a posició i no representava una amenaça seriosa en la classificació general.
En la sisena etapa es van pujar la Cota de Laffrey i el coll Bayard, i André Pottier, el germà petit del campió de 1906 René Pottier, passà en primera posició per ambdós colls, però no poder mantenir l'avantatge al capdavant i l'etapa fou guanyada per Jean-Baptiste Dortignacq. En la 9a etapa, guanyada per Petit-Breton, Faber pujà a la segona posició de la classificació general.
En la 13a etapa, de 415 km entre Brest i Caen, el vencedor d'aquesta, Passerieu, necessità més de 16 hores per finalitzar-la. El darrer ciclista en acabar l'etapa, Louis di Maria, necessità més de 23 hores per completar l'etapa.
Faber no representà cap amenaça per Petit-Breton, i Petit-Breton guanyà el Tour de França fàcilment. La seva pitjor posició en una etapa fou en la 10a, quan va acabar desè, a un segon del vencedor; en totes les altres etapes acabà entre els quatre primers, guanyant cinc de les etapes.

## Resultats

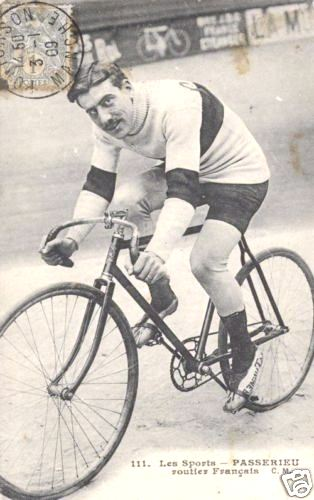
Georges Passerieu, vencedor de la primera etapa.

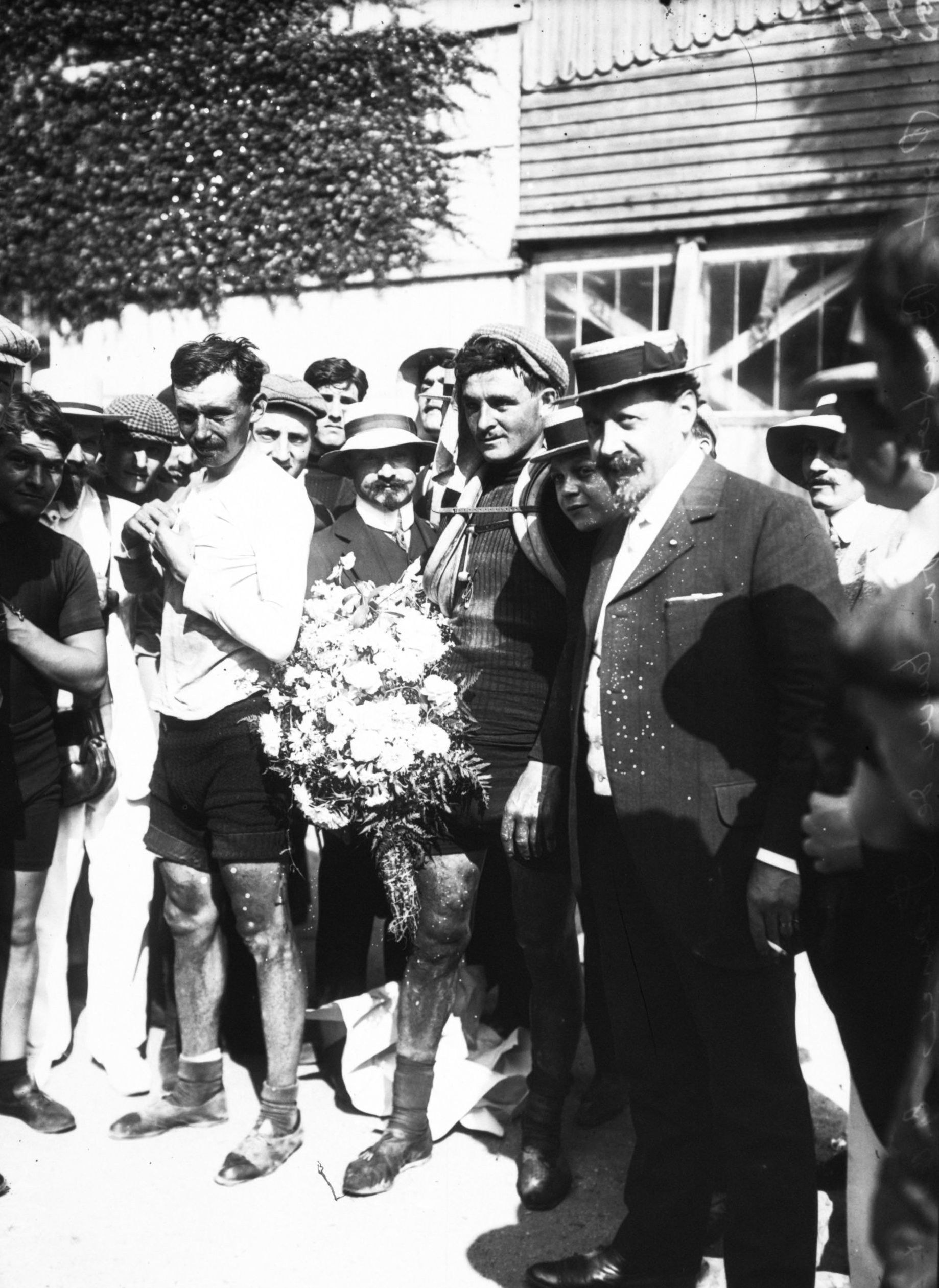
Lucien Petit-Breton, celebrant la victòria del Tour de França de 1908.

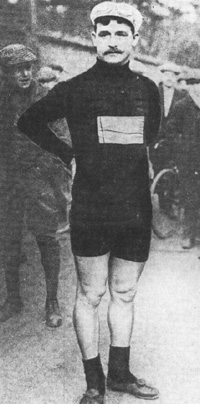
François Faber, vencedor de quatre etapes del Tour de França de 1908.

### Etapes
| Etapa | Data         | Recorregut       | Km  | Vencedor d'etapa               | Líder de la general       |
| ----- | ------------ | ---------------- | --- | ------------------------------ | ------------------------- |
| 1     | 13 de juliol | París - Roubaix  | 272 | Georges Passerieu (FRA)        | Georges Passerieu (FRA)   |
| 2     | 15 de juliol | Roubaix - Metz   | 398 | Lucien Petit-Breton (FRA)      | Georges Passerieu (FRA)   |
| 3     | 17 de juliol | Metz - Belfort   | 259 | François Faber (LUX)           | Lucien Petit-Breton (FRA) |
| 4     | 19 de juliol | Belfort - Lió    | 309 | François Faber (LUX)           | Lucien Petit-Breton (FRA) |
| 5     | 21 de juliol | Lió - Grenoble   | 311 | Georges Passerieu (FRA)        | Lucien Petit-Breton (FRA) |
| 6     | 23 de juliol | Grenoble - Niça  | 345 | Jean-Baptiste Dortignacq (FRA) | Lucien Petit-Breton (FRA) |
| 7     | 25 de juliol | Niça - Nimes     | 345 | Lucien Petit-Breton (FRA)      | Lucien Petit-Breton (FRA) |
| 8     | 27 de juliol | Nimes - Tolosa   | 303 | François Faber (LUX)           | Lucien Petit-Breton (FRA) |
| 9     | 29 de juliol | Tolosa - Baiona  | 299 | Lucien Petit-Breton (FRA)      | Lucien Petit-Breton (FRA) |
| 10    | 31 de juliol | Baiona - Bordeus | 269 | Georges Paulmier (FRA)         | Lucien Petit-Breton (FRA) |
| 11    | 2 d'agost    | Bordeus - Nantes | 391 | Lucien Petit-Breton (FRA)      | Lucien Petit-Breton (FRA) |
| 12    | 4 d'agost    | Nantes - Brest   | 321 | François Faber (LUX)           | Lucien Petit-Breton (FRA) |
| 13    | 6 d'agost    | Brest - Caen     | 415 | Georges Passerieu (FRA)        | Lucien Petit-Breton (FRA) |
| 14    | 9 d'agost    | Caen - París     | 251 | Lucien Petit-Breton (FRA)      | Lucien Petit-Breton (FRA) |

Després de la darrera etapa es va fer una volta cronometrada de 666 m al velòdrom del Parc dels Prínceps de París, que va guanyar Henri Cornet amb 51,2 segons. Aquesta classificació no compta com una etapa oficial i no tenia influència en la classificació general.

### Classificació general
La classificació general fou calculada per punts: en cada etapa el vencedor obtenia un punt, el següent dos punts i així successivament. Després de la vuitena etapa, quan sols quedaven 39 ciclistes corrent, els punts donats en les vuit primeres etapes foren redistribuïts entre els ciclistes restants, d'acord amb les seves posicions en aquelles etapes. Dels 114 ciclistes que van prendre la sortida, 36 finalitzaren. L'equip Peugeot dominà la cursa i no sols els seus ciclistes van guanyar les 14 etapes, sinó que van ocupar les quatre primeres posicions de la classificació general. Tot i que els ciclistes corrien la cursa de manera individual, i oficialment no estaven lligats a patrocinadors, la majoria d'ells en tenien.
| Classificació General                 | Classificació General     | Classificació General | Classificació General | Classificació General |
| Pos.                                  | Ciclista                  | Patrocinador          | Punts                 |                       |
| ------------------------------------- | ------------------------- | --------------------- | --------------------- | --------------------- |
| 1                                     | Lucien Petit-Breton (FRA) | Peugeot–Wolber        | 36                    |                       |
| 2                                     | François Faber (LUX)      | Peugeot–Wolber        | 68                    |                       |
| 3                                     | Georges Passerieu (FRA)   | Peugeot–Wolber        | 75                    |                       |
| 4                                     | Gustave Garrigou (FRA)    | Peugeot–Wolber        | 91                    |                       |
| 5                                     | Luigi Ganna (ITA)         | Alcyon-Dunlop         | 120                   |                       |
| 6                                     | Georges Paulmier (FRA)    | Peugeot–Wolber        | 125                   |                       |
| 7                                     | Georges Fleury (FRA)      | Peugeot–Wolber        | 134                   |                       |
| 8                                     | Henri Cornet (FRA)        | Peugeot–Wolber        | 142                   |                       |
| 9                                     | Marcel Godivier (FRA)     | Alcyon-Dunlop         | 153                   |                       |
| 10                                    | Giovanni Rossignoli (ITA) | Bianchi               | 160                   |                       |
| 114 competidors, 36 acabaren la cursa |                           |                       |                       |                       |

### Altres classificacions
El segon classificat, François Faber fou el guanyador de la categoria "pneus démontables". El diari organitzador de la cursa, L'Auto anomenà a Gustave Garrigou el meilleur grimpeur, el millor escalador. Aquest títol no oficial és el predecessor de la classificació de la muntanya.

## Després de la cursa
Lucien Petit-Breton, el primer ciclista a guanyar dues edicions del Tour de França, va escriure un llibre sobre la seva vida "Comment je cours sur route" en acabar la cursa. El llibre es va convertir en un èxit de vendes, i Petit-Breton va començar a escriure columnes de ciclisme pels diaris. En el Tour de 1909 Petit-Breton no va participar com a ciclista, però va seguir la carrera com a periodista.